# Arcade (condado de Yolo, California)
Arcade es un área no incorporada ubicada en el condado de Yolo en el estado estadounidense de California.

## Geografía
Arcade se encuentra ubicada en las coordenadas 38°28′33″N 121°34′47″O / 38.47583, -121.57972.